# Прова (Меда)
Прова (порт. Prova) — район (фрегезия) в Португалии, входит в округ Гуарда. Является составной частью муниципалитета Меда. По старому административному делению входил в провинцию Бейра-Алта. Входит в экономико-статистический субрегион Бейра-Интериор-Норте, который входит в Центральный регион. Население составляет 204 человека на 2001 год. Занимает площадь 14,07 км².
Покровителем района считается Иоанн Креститель (порт. São João Batista).